# Élection présidentielle monténégrine de 2008

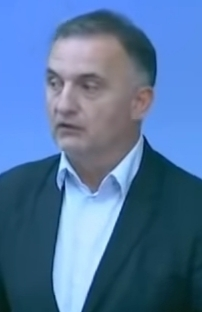
Srđan Milić, candidat du Parti socialiste populaire

L'élection présidentielle du Monténégro a eu lieu le dimanche 6 avril 2008. Il s'agit de la première depuis l'indépendance du pays en 2006. Le scrutin permet d'élire un président de la République pour un mandat de 5 ans.
Le président en exercice Filip Vujanović, qui avait été élu avant l'indépendance du pays en 2006, est réélu dès le premier tour pour un deuxième mandat.

## Système électoral
Le président monténégrin est élu au scrutin uninominal majoritaire à deux tours pour un mandat de cinq ans renouvelable une fois. Est élu le candidat recueillant la majorité absolue des suffrages valides au premier tour ou, à défaut, celui en remportant le plus lors d'un second tour organisé quinze jours plus tard entre les deux candidats arrivés en tête au premier tour.

## Résultats
| Candidat                 | Candidat                 | Parti                          | Voix    | %     |
| ------------------------ | ------------------------ | ------------------------------ | ------- | ----- |
|                          | Filip Vujanović          | Parti démocratique socialiste  | 171 118 | 51,89 |
|                          | Andrija Mandić           | Liste Serbe                    | 64 473  | 19,55 |
|                          | Nebojša Medojević        | Mouvement pour les changements | 54 874  | 16,64 |
|                          | Srđan Milić              | Parti socialiste populaire     | 39 316  | 11,92 |
|                          |                          |                                |         |       |
| Votes valides            | Votes valides            | Votes valides                  | 329 781 | 98,60 |
| Votes blancs et nuls     | Votes blancs et nuls     | Votes blancs et nuls           | 4 674   | 1,40  |
| Total                    | Total                    | Total                          | 334 455 | 100   |
| Abstention               | Abstention               | Abstention                     | 155 957 | 31,80 |
| Inscrits / participation | Inscrits / participation | Inscrits / participation       | 490 412 | 68,20 |

| Vujanović (51,89 %) | Mandić (19,55 %) | Medojević (16,64 %) | Milić (11,92 %) |
| ▲                   |                  |                     |                 |
| Majorité absolue    |                  |                     |                 |